# Fraser River
Fraser River er den længste flod i Britisk Columbia i Canada. Den kommer fra Fraser Pass i nærheden af det højeste bjerg i Canadian Rockies, Mount Robson og løber 1.375 km til Georgiastrædet ved byen Vancouver og er den tiende længste flod i Canada. Floden har ved udmundingen en vandmængde på 3.550 m³/sek.
I British Columbias historie har Fraserfloden været en vigtig transportrute for indianere og minearbejdere. I dag er vandet fra floden en vigtig ressource for mange kommuner. Laksefiskeriet fra floden bidrager meget til lokaløkonomien i British Columbia.
De første europæere, som sejlede på floden var Dionisio Alcalá Galiano og Cayetano Valdes fra Spanien den 14. juni, 1792. I 1793 var Alexander Mackenzie den første europæer, der udforskede den nordligste del af floden. Floden har fået sit navn fra Simon Fraser som udforskede og kortlagde floden i 1807.

## Vigtigste bifloder
- McGregor
- Nechako
- Quesnel
- West Road
- Chilcotin
- Bridge
- Thompson
- Nahatlatch
- Anderson
- Coquihalla
- Harrison
- Chilliwack
- Stave
- Pitt